# Domarring von Stenungsund

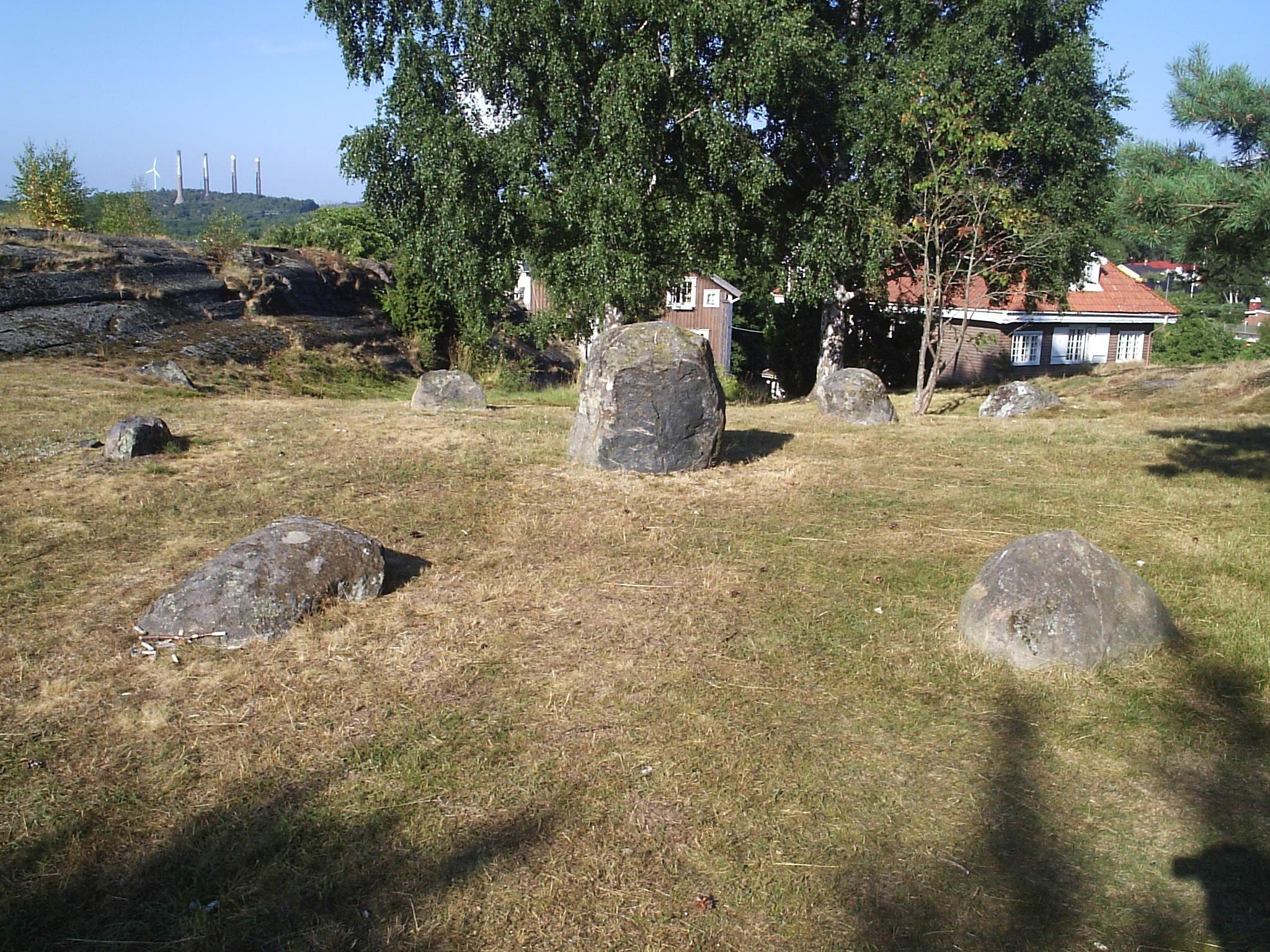
Domarring von Stenungsund

Der Domarring von Stenungsund ist ein Steinkreis. Er liegt nahe der Stenungsunds kapell, im Nordwesten von Stenungsund in Norum socken in der schwedischen Provinz Västra Götalands län und der historischen Provinz Bohuslän in Schweden. 
Der Domarring besteht aus fünf mittelgroßen klobigen Steinen und einem deutlich größeren quaderförmigen Mittelstein. 